# 火焰之纹章 觉醒
《火焰之纹章 觉醒》是一款由Intelligent Systems制作、任天堂發行的戰略角色扮演遊戲。《覺醒》是火焰之紋章系列的第13款作品，也是該系列首部適用於任天堂3DS的遊戲。《覺醒》的劇情發生在《暗黑龍與光之劍》和《外傳》的兩千年後，玩家的角色會與伊里斯聖王國的庫洛姆王子及麾下的自衛團相遇，保衛國家免受「屍兵」和鄰國佩雷吉亞威脅。遊戲玩法遵循系列傳統，每場戰鬥都在網格狀地圖上進行，當玩家角色被敵方擊敗便會永久死亡。此外，遊戲增添了不少功能，包括角色培養，難度級別調整機制，禁用角色永久死亡的休閒模式，以及戰鬥時提供不同視角。
《覺醒》的開發工作始於2010年，不少曾經參與系列作品開發的資深人員也回歸擔任要職。由於系列前數部作品的銷量有所下降，於是任天堂向開發部下達最後通牒：如果新作品銷量未如理想，將會終止這個遊戲系列。因此，開發團隊懷着背水一戰的決心，把新舊元素都薈萃於新作之中。當時任天堂3DS仍處於最終開發階段，遊戲開發團隊只能按照現有的認知來決定遊戲內容和圖形。另外，團隊成員對於某些新機制的加入存有分歧，例如是禁用角色永久死亡設定的休閒模式。
自2012年起，《覺醒》陸續在日本、北美、歐洲開賣。它除了獲得業界的高度好評外，亦在全球取得強勁的銷量表現。許多評論家稱讚開發團隊成功在傳統玩法上加入嶄新的機制和元素，在吸引老玩家的同時亦不忘照顧新玩家。《覺醒》獲得不少電子遊戲媒體的獎項和提名，甚至被認為帶動了3DS和3DS XL的銷量，以及推動角色扮演遊戲在任天堂3DS上持續復甦。重要的是，《覺醒》的成功確保了系列將不會到此為止。

## 玩法
《火焰之紋章 覺醒》是一款戰略角色扮演遊戲，玩家可以在遊戲內自行創建「個人單位」，並能自定義單位的性別、髮色、特徵、聲音。遊戲設有普通、困難、瘋狂三種難度選項，當玩家以瘋狂難度通關後，遊戲將會解鎖第四個難度選項「瘋狂+」。另外，遊戲設有兩種遊玩模式：在傳統模式下，一旦角色單位在戰鬥時陣亡便會永久死亡，玩家亦不能在餘下章節內使用相關角色；休閒模式則禁用永久死亡設定，即使角色單位陣亡亦可以在下場戰役再度參戰。在任何模式下，當遊戲主角庫洛武或玩家的個人單位死亡時，遊戲便會結束，玩家必須重新開始戰鬥。玩家在開始新遊戲時需要選擇難度級別和遊玩模式。
當玩家可以自由組成隊伍後，便能穿越世界地圖前往新地點或重回舊地。世界地圖上的時間與玩家所在的時區同步。新地點包含主線任務和可以招募新角色的支線任務；舊地點有商店之類的設施，玩家可在此獲得新武器，該處亦會隨機出現小規模敵人。在任務章節之間，玩家可到訪自定義的中央基地「兵營」，觀看角色之間的互動，或進行其他活動。玩家可在遊戲內招募40名角色，此不包括追加下載內容內包含的角色。另外，在世界地圖上應用任天堂3DS獨有的瞬間交錯通訊和悄悄通訊功能是遊戲的一大特色。玩家可利用瞬間交錯通訊來與其他玩家互動，例如與其他玩家的角色隊伍進行戰鬥，勝方能把敗方的角色加入自己的隊伍，或以金錢僱用其他玩家的角色。玩家亦可透過此功能把個人單位借給其他玩家。

### 戰鬥系統

遊戲畫面，顯示了敵我雙方單位的血量、攻擊力、命中率等資料

遊戲內的每場戰鬥都在網格狀地圖上進行，而戰鬥系統則採用回合制，以玩家單位、敵方單位及盟軍單位的排序進行。遊戲地圖和地勢等資訊會在任天堂3DS的上方熒幕顯示，而角色資料和相關操作則在下方熒幕顯示和進行。戰鬥時，玩家可以手動控制每個單位，或者啟用自動戰鬥選項。透過遊戲新增的雙人搭檔系統，場上彼此相鄰的可玩角色會產生各種輔助效果，亦會幫助防禦敵人攻擊。此外，兩個角色也可以透過此系統來變為一個單位，戰鬥時兩個角色可以同時攻擊。隨著角色關係的加強，他們在戰鬥中搭檔時會獲得更大的力量和效率加成。戰鬥期間，視角將會切換到戰鬥人員之間的3D場景。玩家亦可使用觸控筆啟用選用的攝像機角度，包括通過角色眼睛進行的第一人稱視角。
角色在每次戰鬥後會獲得經驗值，當經驗值每累積至100時便會自動升級，並會隨機提升能力值。角色亦有機會在此時學習新技能。遊戲內約有40個職業，不同職業均會影響角色在戰場上的攻擊力和機動性。例如，魔術師和弓箭手的攻擊範圍和距離比近戰單位更大更遠，騎乘單位的攻擊力比步兵單位強，飛行單位的機動性和射程更大。部份角色更有着獨特職業，例如主角庫洛武的職業是領主，而個人單位的職業是戰術師等。當角色到達10級後，玩家便可利用道具「大師之證」來把他們晉升至上級職業。此時角色的能力值會有所提升，並可使用新的技能或武器。另外，當角色到達10級或晉升至上級職業後，玩家可使用「轉職之證」來為他們改變職業。轉職後，角色等級將會重置為1級，但能力值和技能則獲保留。遊戲限制了大多數角色的轉職選項，唯獨玩家的個人單位不受限制，可以重新轉換至任何適合其性別的職業。不論玩家在未來如何選擇，角色都會保留從初始職業中學到的技能。
遊戲設有支援系統，角色之間可以透過對話來改善他們之間的關係，從而提升好感度。好感度分為C至A三級，其中C為最低A為最高。假如對象為異性角色，遊戲則會額外增設S級，到達此級後角色將會步入戀愛、結婚、生子階段。好感度亦會在戰鬥中產生直接影響，某些角色搭擋會帶來正面效果，例如增加機動性或自動防禦。當角色結婚生子後，玩家可在可選章節內找到並招募他們的孩子，孩子們的外表和能力值因父母而異。有助提升角色好感度的特殊對話只限定於特定角色之間，但個人單位則不受此限。個人單位能與所有有角色建立關係，並且可以與任何世代的任何異性單位結婚，直系後代除外。

## 概要

### 背景

伊里斯大陸全景，其中紅色部份是菲利亞聯合王國，藍色部份是伊里斯聖王國，綠色部份是佩萊吉亞

遊戲背景設於《暗黑龍與光之劍》和《外傳》故事的2,000年後。遠古時代，邪龍津利企圖毀滅世界。為了阻止津利，神龍王那迦挑選了伊里斯聖王國的統治者（後來被稱為初代聖王），並授予他兩件由自己的尖牙製成的魔法道具：具有屠龍能力的神劍「法爾西昂」和魔法盾牌「火焰紋章」。聖王以這兩項魔法道具擊敗津利，使其陷入長時間的沉睡。在此期間，阿卡奈亞大陸和華倫西亞大陸分別被稱為伊里斯和瓦爾姆。現時伊里斯大陸形成三雄鼎立之勢：伊里斯聖王國位於大陸東南部，崇拜那迦；佩萊吉亞位於大陸西南部，崇拜津利，境內存在由狂熱者組成的津利教團；菲利亞聯合王國位於大陸北部，是個軍事國家，國家東境和西境分別由兩位國王管治。瓦爾姆大陸北部由瓦爾姆帝國管治，南部則由索恩希治理。在故事開始前15年，聖王國的前任聖王向佩萊吉亞發動宗教戰爭，此舉為兩國帶來極大傷害，並留下仇恨對立。現任聖王加冕後，積極倡導和平理念，使聖王國慢慢從戰爭造成的破壞中恢復過來。

### 角色
遊戲主角的默認名字為魯弗萊，擅長戰略，以劍與魔法為武器，右臂上有個奇怪的標記。某天，失憶的魯弗萊昏倒在草原上，被路過的聖王國王子庫洛武救起。雖然魯弗萊的來歷和身世充滿謎團，但庫洛武仍接納其，魯弗萊亦經常為庫洛武出謀獻策。庫洛武是另一位主角，他是聖王國的王子，現任聖王的弟弟，右臂上刻有神龍王那迦的印記，攜帶著封劍法爾西昂。他同時擔任自衛團的團長，時刻守護著國家和平。他忠於王家，又非常保護部下，甚至會毫不猶豫地將自己置於危險之中以拯救朋友。露琪娜是庫洛武的女兒，她為了改變被邪龍津利蹂躪的未來而回到過去，試圖改寫歷史。她身邊還有一些同樣來自未來的二代角色。:186-196
其他重要人物包括：伊里斯聖王國的聖王艾美莉娜，她是庫洛武的姊姊；佩萊吉亞國王岡雷爾，他為人瘋狂好戰，經常派軍騷擾聖王國的邊界地帶；津利教團教主法烏達，出身於世代崇拜津利的家族，以復活津利為己任；芙拉維亞和巴基里奧，他們是聯合王國的國王，分別管治國家東境和西境；索恩希公主彩莉，她在母國被瓦魯姆帝國毀滅後成為抵抗組織的領導人，她同時是名劍術大師；索恩希王子濂葉，他是彩莉的哥哥，在母國毀滅後倒戈投向瓦魯姆帝國；瓦魯姆帝國皇帝瓦爾哈爾特，他作風嚴厲，征服瓦爾姆大陸的所有國家後把目光轉向另一塊大陸的伊里斯；神龍王那迦，在古時曾經阻止地龍族滅絕人類，並把封印之盾「火焰紋章」以及神劍「法爾西昂」留給了人們。:196-200

### 劇情
失去記憶的魯弗萊昏倒在伊里斯聖王國境內一片草原上，期間夢見他（她）殺害王子庫洛武的情景。後來，路經此地的庫洛武及麾下的自衛團發現並把他（她）救起。在協助庫洛武一行人對抗山賊時，魯弗萊展現出他（她）在軍事戰略方面的才能，並在半推半就的情形下加入庫洛武自衛團擔任軍師。與菲利亞聯合王國結盟後，自衛團開始對抗佩雷吉亞軍隊和非人存在「屍兵」，期間更得到一名自稱「馬爾斯」的蒙面劍士幫助。在自衛團與佩雷吉亞軍隊的衝突結束後，聖王艾美莉娜差點被津利教團教祖法烏達及其爪牙殺害。此時，彷彿有著預知能力的「馬爾斯」突然出現，挫敗了法烏達試圖暗殺艾美莉娜的陰謀，同時揭曉了自己的女性身份。不久之後，艾美莉娜與佩雷吉亞國王岡雷爾展開和談，但佩雷吉亞軍隊突然出現並幽禁艾美莉娜，而岡雷爾則以她的性命來向聖王國索要至寶「炎之台座」。雖然庫洛武幾乎接受了岡雷爾的條件，但最後一刻艾美莉娜阻止了庫洛武，曉以大義後跳崖自盡。最終，自衛團擊敗了岡雷爾及手下的佩雷吉亞軍隊，讓大陸重歸和平。:43-101
岡雷爾戰敗後兩年，庫洛武繼承了聖王國的王位，婚後更喜獲麟兒，並把她命名為露琪娜。好景不常，位處另一塊大陸的瓦爾姆帝國入侵伊里斯，庫洛武不得不重拾武器並再次領導自衛團。戰鬥期間，「馬爾斯」再度出現，並向庫洛武坦白自己的來歷：她其實是來自未來的露琪娜，邪龍津利在她所在的時間線裡復活並蹂躪諸國，因此她在神龍王那迦的幫助下穿越時空回到過去，以圖改變未來。在追擊帝國軍的途中，庫洛武與領導索恩希抵抗組織的彩莉結盟，又成功營救被帝國囚禁的神龍巫女琪姬。琪姬告知庫洛武，假若想阻止世界被破壞，他必須找齊五顆曾經鑲嵌在火焰紋章上的寶珠，然後施展「覺醒之儀」來獲得那迦的力量。琪姬同時指庫洛武手上的「炎之台座」正是傳說中的火焰紋章。庫洛武和自衛團等人一邊對抗帝國軍，一邊找尋失落的寶珠，最終在戰爭結束後成功覓回其中四顆。:101-189
佩萊吉亞的新任國王法烏達邀請庫洛武前往該國，並表明會把最後一顆寶珠親手送上。庫洛武等人在會見法烏達時遭到埋伏，後者操縱魯弗萊奪走庫洛武的火焰紋章。法烏達還向眾人揭示魯弗萊的真正身份是他的兒子（女兒），亦是津利的理想容器。接著，露琪娜意識到津利在她所在的時空就是借魯弗萊之手殺害庫洛武，因而決定殺死他（她）。此時，庫洛武會命令露琪娜退下，堅信魯弗萊能抵擋津利的控制。假如魯弗萊是露琪娜的丈夫或母親，後者則會無法忍受真相而獨自發呆。之後，庫洛武等人為了阻止邪龍復活而來到祭壇。期間，法烏達再度控制魯弗萊來攻擊庫洛武，重現了遊戲開場的一幕。然而，魯弗萊利用他們的預知阻止了庫洛武的死亡，最終成功殺死法烏達並奪回火焰紋章。:189-212
法烏達死後，一名與魯弗萊長得一模一樣的祭司突然出現，並告知眾人其真正身份是在未來殺死庫洛武的魯弗萊。未來的魯弗萊續指，他（她）是為了確保未來不會被改寫而尾隨露琪娜來到這個時空，而魯弗萊的失憶則源於兩人意識衝撞而成，最後他（她）更讓自己體內的邪龍復甦。為了阻止邪龍復甦，庫洛武決定施展「覺醒之儀」來召喚那迦。那迦現身後，指庫洛武有能力阻止津利，可惜她的力量只夠讓津利再沉睡一千年。那迦指消滅津利的唯一方法是讓衪透過魯弗萊來摧毀自己，但這可能會令他（她）命喪當場，只有他們眾人的羈絆足夠牢固他（她）才能活下來。在這場終局之戰內，自衛團扭盡六壬削弱了津利。庫洛武已經準備好迎接魯弗萊的犧牲，提出要向津利給予最後一擊。此時，玩家的選擇將會左右遊戲結局。如果庫洛武打出最後一擊，津利將會再次被封印並陷入千年的沉睡，魯弗萊雖然存活但留下不少遺憾。反之，假如由魯弗萊施展最後一擊，他（她）與津利將會永久死亡。庫洛武等人並不相信魯弗萊已亡的事實，堅信他（她）仍在某地存活，並發誓要將他（她）帶回家。在字幕後片段中，魯弗萊在一個類似遊戲開場的田野醒來，迎接他（她）的是庫洛武等人，身上的邪龍標記消失，暗示魯弗萊和庫洛武等人的羈絆足夠牢固使其存活。:213-216

## 開發
《火焰之紋章 覺醒》最初的計劃始於2010年，當時任天堂企劃開發本部製作人横田弦纪負責的Wii遊戲《異度神劍》即將完工。一如以往，遊戲由任天堂和Intelligent Systems共同開發。開發團隊中有不少熟悉的面孔，其中包括曾參與開發《聖戰之系譜》的專案經理樋口雅大，以及曾為《封印之劍》撰寫劇本的Intelligent Systems製作人前田耕平。完成《新·紋章之謎》後，開發團隊隨即提出初步提案，打算繼續在任天堂DS上推出第三部系列重製作品。首年的開發工作進展極為緩慢。期間，製作人山上仁志整理了遊戲開發的結構，並把主要的製作職責交給聯合製作人横田弦纪。角色設計由草木原俊行和小崎祐介負責，前者同時擔任遊戲美術總監。草木原和小崎兩人的加入為開發團隊帶來莫大幫助：前者能為遊戲系列和團隊提供全新視野和想法，後者則能創造在海外大受歡迎的獨特藝術風格，就像他之前負責的Wii遊戲《英雄不再》一樣。開發期間，草木原和小崎就遊戲各個方面進行了漫長的討論，這甚至令草木原把他的處境與浦島太郎的傳說相提並論。
火焰之紋章系列遊戲銷量出現下降趨勢，因此任天堂告知開發部，指下部作品的日本國內銷量假如無法達到25萬份，那麼它將會成為系列的最後一作。任天堂的立場引起開發團隊的恐慌，迫使他們考慮在遊戲中加入大量新元素。部份概念更包括以現代或火星作遊戲背景。團隊最終堅持以往的中世紀背景和風格，原因在於他們認為採用這類新概念非但無法吸引玩家，更會造成反效果。作為妥協，團隊決定將遊戲當作整個系列的「高潮」，並在其中加入多款遊戲的機制和元素。雖然這項決定為團隊帶來一定困難（例如選擇包含哪些元素和如何平衡它們以致不會互相衝突），但仍得到眾人的首肯，並在一個月時間內完成方案。遊戲的最終標題「覺醒」則誕生自這種系列終極遊戲的概念之中。此標題最初只是山上仁志在與橫田弦紀討論標題時隨意提出，但橫田卻頗為喜歡它。隨著開發的進展，團隊不斷提出新想法。儘管這增加了他們的工作量，但他們仍保持積極態度，並在隨之而來的壓力下繼續邁步向前。遊戲在內部被稱為「火焰之紋章Fin：邊緣之子」:60-61。
身兼編劇的前田耕平主要負責構思初步場景，他需要在開發團隊詳細刻劃每個章節的事件之前想出大致輪廓。部分情節是從早期階段便已定下，但亦有一些劇情轉折點是在開發過程中萌生的。當中許多的情節是按照Intelligent Systems和任天堂開發部成員的建議而增添。團隊在開發過程中著重兩個關鍵故事主題：對角色的熱愛，以及故事推進時人物關係的發展。後者透過遊戲的雙人搭檔系統得以在玩法中表達。雖然遊戲具備配音，但僅限於部份場景和重要事件，旨在令玩家更容易想像和喚起感覺。團隊不採用全語音的原因在於他們擔心遊戲容量會因而大增，以及影響角色的談話節奏。團隊還起用了多位日本知名聲優來演繹角色。另外，團隊亦在角色告白和結婚時加插特殊的旁白和視覺效果。所有主要角色都有屬於他們的個人背景故事，並擁有符合設定的個性。首個完成的角色是出自角色設計師小室菜美之手的阿茲爾。團隊僱用大量作家來創作人物對話，並為他們製作了一部包含人物性格特徵的策劃書以供使用。在開發可玩和敵對角色時，團隊按照粉絲的反饋來為包括步兵在內的所有角色命名。為了讓玩家留下每個角色都有自己生活的印象，團隊亦特意為全部角色繪製完整的插畫。事實證明，角色創造是開發過程中最困難的部分。小崎在設計角色時還考慮了他們的背景故事，例如小偷角色蓋亞的其中一項設定是喜愛糖果，於是他便在蓋亞的插畫中繪畫了一袋糖果。小崎還負責繪畫角色在對話時所出現的二維頭像。

### 設計

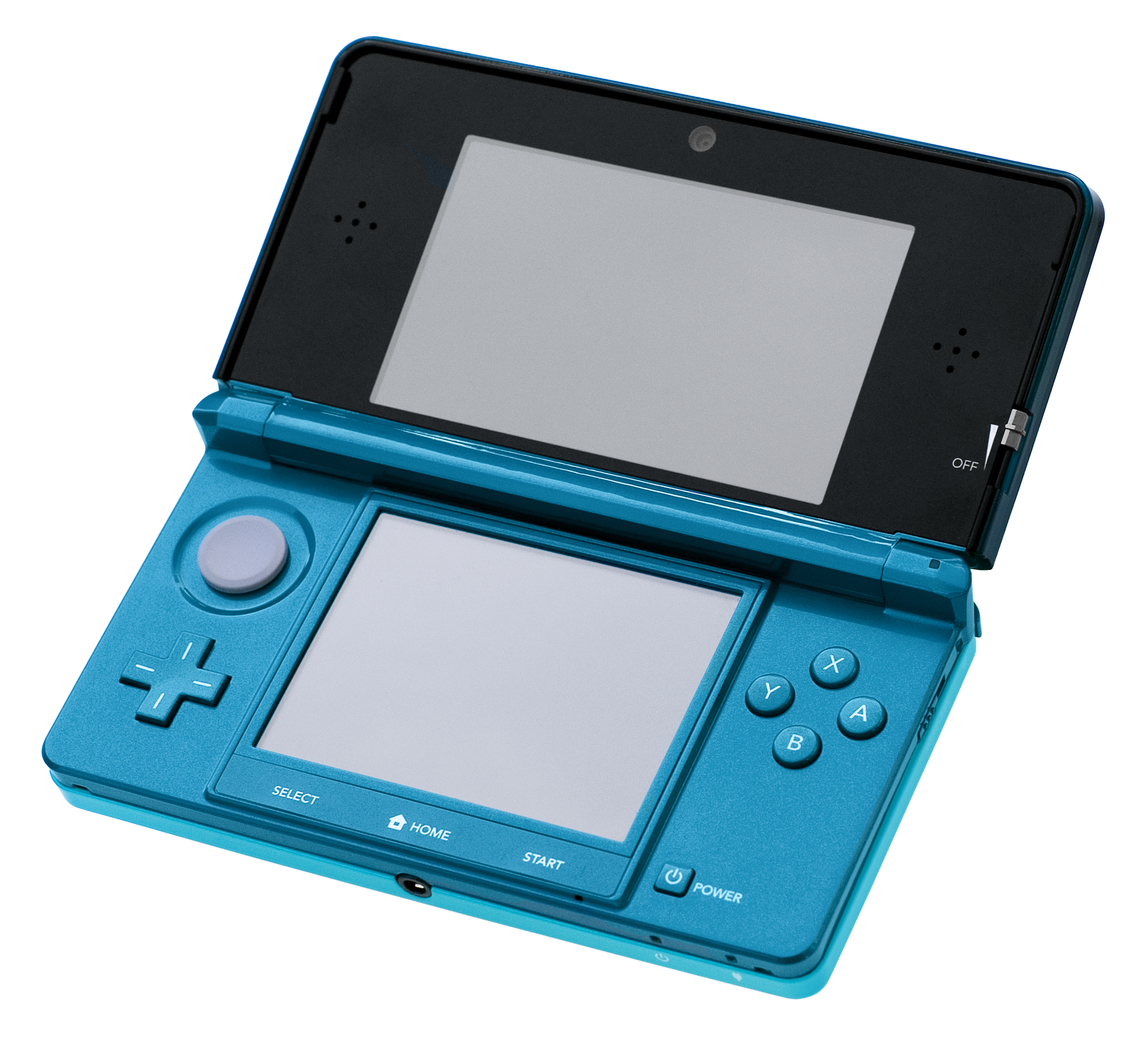
《覺醒》是系列首部適用於任天堂3DS的遊戲

在任天堂批准開發後，Intelligent Systems隨即組建了一支小型內部開發團隊來處理該項目。遊戲是首部發行於任天堂3DS平台上的火焰之紋章系列作品，但該平台在遊戲開發期間仍處於最終開發階段，尚未對外公布。縱使團隊有著大量關於遊戲特色或功能的想法，但他們對新平台的能力所知甚少。因此，團隊很難決定2D精靈圖和3D環境如何相互作用，並確保它們沒有去掉物件。遊戲角色模型的顯著特徵是他們缺少足部。團隊最初的想法是打算為角色添加獨特的變體，但他們不甚了解新平台的中央處理器強度，因此不能確定每個角色模型可以使用多少骨骼和關節。為了繼續開發工作，團隊決定在遊戲畫面上省略這些細節。後來團隊發現平台硬件有足夠能力展現那些部位，但他們卻選擇在技術成熟時才應用於後續作品。角色缺少足部還存在另一個說法：團隊希望玩家專注於角色的上半身，因此把頭部設計為角色模型的最大部分，同時縮小了腳部。
地圖上角色圖形的概念發生了變化。起初，開發團隊部分成員認為圖形只要能準確顯示角色的裝備和職業便已足夠，但後來他們決定賦予角色所有的個人特徵。與之前的系列遊戲相比，團隊還添加了大量獨特表情，令角色在不同場景內能展現更多情感。另外，團隊亦在遊戲內導入環境效果，例如角色在戰鬥中執行指令時會揚起塵雲。針對全動態過場動畫，團隊以大河劇的開場為靈感，希望創造出一種宏偉壯觀的感覺。日本動畫公司Studio Anima負責製作過場動畫。同為動畫公司的神風動畫則負責監督遊戲過場動畫的製作和藝術資產。按照團隊成員的說法，他們對Studio Anima的要求是以全動態視訊序列（其中包括關鍵情節）讓世界「鮮活起來」。
遊戲玩法是首個備受開發團隊關注的部分。測試期間，團隊使用了《紋章之謎》的開場地圖。早期選項之一是根據相機的俯視距離，把角色切換為16x16像素或24x24像素。最後，團隊使用以硬件為基礎的縮放系統，而非切換圖形類型，從而在戰鬥中保持幀率一致。團隊在設計關卡時製作了兩類地圖，一種具有情節驅動結構，另一種則允許玩家自由選擇。另外，團隊亦首次引入可選的第一人稱視角至戰鬥系統內。團隊指此舉是為西方玩家而設計，因為他們希望讓玩家在戰鬥時可以自由選擇視角，以及展示該平台的3D效果。從難度的命名至是否包括實時調整的能力，這些關於難度級別的設計均引起成員們的爭論，有些人更認為這與系列傳統相悖。除此之外，遊戲婚姻系統的包容性和機制也存在爭論。雖然某些方面進展順利，但對於是否可以讓任何角色結婚這一點則存有爭議，草木原提出在每段戀情結束時讓角色接吻的建議更被團隊否決。團隊在遊戲界面和圖形方面亦下了不少功夫，從而讓玩家更容易理解。以指標為例，在以往的遊戲中它是三角形，而在本作中它則變成伸出食指的手。在即將完成開發之際，成員對於應否引入在《新·紋章之謎》首次登場的休閒模式一事出現分歧。任天堂和Intelligent Systems部分員工起初反對引入，但後來被山上等人說服。山上認為現代玩家不會對因角色死亡而需要投入額外時間一事感到高興。在另一次採訪中，團隊成員指這款遊戲是他們首次覺得符合任天堂遊戲易玩易上手的流行形象。

### 音樂
遊戲的配樂由作曲家森下弘生、近藤嶺和辻橫由佳譜寫。森下弘生曾經負責《新·紋章之謎》的作曲；近藤嶺曾參與《大神》和戰國BASARA系列的音樂創作並因而聞名；辻橫由佳自系列首作開發時便已參與其中，是此系列的資深成員。遊戲的背景音樂主要打擊樂器、彈撥樂器和MIDI樂器演奏，較為柔和，作曲家們在譜曲時亦設法在每首曲目中加入容易認出的動機。部分以史詩或戰爭作主題的音樂風格則偏向爵士樂。每首背景音樂都有兩個完整版本。隨著戰鬥回合的交替，背景音樂會有所轉變。除此之外，當玩家以俯視角度查看整個戰場時，遊戲會播放由木管樂器和弦樂器演奏的柔和音樂。但當玩家改以第一人稱視角觀看戰鬥時，編曲便會即時更改，並添加打擊樂器、小號和對旋律，令音樂變得更為激昂。遊戲原聲大碟於2013年3月27日發售，合共收錄92首配樂，數量是當時系列之冠。

## 發行
2011年9月，任天堂召開新聞發佈會並公佈2012年首波3DS遊戲陣容，其中包括火焰之紋章系列新作，以及《怪物猎人4》和《勇氣默示錄》等。作為遊戲發佈的其中一環，任天堂推出了預載遊戲的限量特別版任天堂3DS。同年12月，任天堂社長岩田聰在任天堂直面會上確認新作會是系列的原創遊戲而非復刻作品，並公佈遊戲名稱為《火焰之紋章 覺醒》，以及日本的發售日期。2012年4月，遊戲正式在日本開賣，任天堂亦隨即宣佈增產限量版主機套裝。
任天堂在初期便已計劃製作遊戲的英語版本和在西方發行，因此遊戲包含了不少能吸引西方玩家的遊戲元素和美學。遊戲本地化過程需時約一年，由子公司任天堂（美國）與獨立的遊戲本地化公司8-4攜手完成，兩間公司此前曾完成任天堂DS遊戲《新·暗黑龍與光之劍》的本地化工作。2012年2月，任天堂宣佈遊戲會在同年於歐洲發行。同年4月，任天堂（美國）為遊戲註冊了同名域名。6月，任天堂官方Twitter帳戶確認遊戲將會在北美地區發行。12月，任天堂正式宣佈遊戲在西方世界的發售日期，其中北美地區為2013年2月4日，歐洲地區則是2013年4月。遊戲的西方版本同時設有日語和英語配音。與日本一樣，任天堂在北美和歐洲地區亦有推出任天堂3DS套裝，它同時在歐洲推出任天堂3DS XL的限量版套裝。遊戲在北美發售當日出現輕微混亂，多間線上零售商顯示沒有庫存，但玩家卻可於任天堂的線上商店購買。雖然任天堂對此事不置可否，但他們確實表示由於運輸存有變數，因此零售商可能會在不同日子收到產品。

### 追加下載內容
《火焰之紋章 覺醒》是任天堂首個增設付費追加下載內容（DLC）功能的遊戲。DLC分為兩部分，內容以系列前作的地圖和角色為主。推出DLC的想法在遊戲接近開發完成時出現，開發團隊未有為了迎合而作出破壞主體故事的舉動。對於額外的可玩角色，團隊著重在過去遊戲的主角，經討論後挑選出最合適的角色，並將最終選擇權交予前田。從遊戲發售開始，任天堂在數個月內以每週一張地圖的速度，合共發佈了二十多種不同的可玩地圖。2012年10月，任天堂（美國）宣佈遊戲的DLC會在所有適用地區發佈。在DLC推出後，玩家可透過悄悄通訊功能接收內容。而在進入遊戲世界後，玩家可操縱角色進入「異界之門」來傳送至DLC地圖。多位插畫家為DLC推出的角色繪畫插圖，其中包括曾為《蒼炎之軌跡》和《曉之女神》擔任人物設定的北千里，以及新加入的藤坂公彥。DLC的其中一張地圖「羈絆之夏」在北美和歐洲地區發行時受到當局審查，令任天堂須修正女角撒拉身穿的畫面。

## 評價
| 汇总媒体   | 得分   |
| ---------- | ------ |
| Metacritic | 92/100 |

| 媒体           | 得分   |
| -------------- | ------ |
| 1UP.com        | A-     |
| Destructoid    | 9/10   |
| 电子游戏月刊   | 9/10   |
| Eurogamer      | 10/10  |
| Game Informer  | 9/10   |
| GamesRadar+    | [ 48 ] |
| GameSpot       | 8.5/10 |
| GameTrailers   | 8.5/10 |
| IGN            | 9.6/10 |
| Nintendo Life  | 9/10   |
| 任天堂世界报道 | 9.5/10 |
| Fami通         | 36/40  |

《火焰之紋章 覺醒》赢得廣泛好評。遊戲評論網站Metacritic基於72條評論給予遊戲92/100的評價。遊戲發售後，網站GameSpot把它列入其3DS最佳遊戲名單，另一網站GameTrailers把它列為類似名單的第二位。遊戲亦成功登上IGN的兩個排行榜：在前25款任天堂3DS遊戲中排行第二位，並在任天堂有史以來最佳的125款遊戲內名列第21位。而在《偏鋒雜誌》的2013年度最佳遊戲排名中，遊戲位列第11位。
在《FAMI通》的交叉評論內，四位評論家均打出9分。他們指遊戲吸納了不少系列以往作品的機制和元素，但同時有很多改進，無論是新老玩家都能按自己的喜好來遊玩，更特別稱讚了新設的雙人搭檔系統。IGN的奧黛麗·德雷克（Audrey Drake）讚揚遊戲的玩法、戰鬥系統、故事等多個方面，稱它「為掌上遊戲機玩家帶來最流暢最令人驚嘆的戰略角色扮演遊戲體驗，同時具有迄今為止所有3DS遊戲中最好的敘事和製作價值。」傑里米·巴里許（Jeremy Parish）為1UP.com撰文，指遊戲的戰鬥系統和角色設計令人印象深刻，但批評敵方人工智能有時會導致遊戲玩法不平衡。在文末總結時，他指系列雖然多年來幾乎沒有變化，但仍在同類遊戲中佔有一席之地，而Intelligent Systems今次所作的改良則使這款遊戲「引人入勝」，遊戲壽命應該會因而加長。《電子遊戲月刊》的雷·卡西盧（Ray Carsillo）同樣稱讚遊戲的玩法、戰鬥系統、故事，指玩家能在遊戲中獲得純粹的策略體驗。他在總結時更稱這款遊戲可能是迄今為止在美國出現的系列最佳作品。Eurogamer的里奇·斯坦頓（Rich Stanton）指遊戲頗為特別，他除了讚揚遊戲故事外，又指引入的數種新機制令角色變得更加重要，甚至會令玩家更關心他的角色。GamesRadar的凱瑟琳·貝利（Kathryn Bailey）指遊戲的故事和戰鬥系統令人留下深刻印象，故事推進的方式並非按照嚴格的線性進程而是依賴世界地圖，其中包括多個有助建立角色關係和提升等級的支線任務，而在主要戰役中敵人與己方角色的等級相差不大，玩家無需擔心過度升級導致破壞難度平衡。
然而，遊戲仍有部份元素或功能備受評論家批評。在創建「個人單位」方面，GameSpot的海蒂·肯普斯（Heidi Kemps）表示遊戲所提供的人物特徵細節選項有限，任天堂世界報道的斯科特·湯普森（Scott Thompson）則認為角色被遊戲玩法局限，初期總是使用劍和魔法，對此感到失望。GameSpot的肯普斯同時指出遊戲的庫存系統設計未及完善，缺乏一個簡單的指令供玩家在戰鬥期間互相轉移角色身上的物品。她亦指玩家很難在熒幕上找到一些更高級的戰鬥資訊，例如是角色搭檔進行防衛或後續攻擊的機率。Destructoid、NintendoLife和《電子遊戲月刊》的評論家均指遊戲的3D角色模型較為遜色，而且缺少足部。其中，Destructoid的克里斯·卡特（Chris Carter）指角色模型看起來都未有使用3DS的全部功能，NintendoLife的喬恩·沃爾格倫（Jon Wahlgren）則表示角色模型不太仔細，未能令人留下深刻印象。《電子遊戲月刊》的卡西盧更直言3D角色模型醜陋，看起來像是由畫風備受爭議的漫畫家羅布·利菲爾德所設計。遊戲沒有重新載入功能亦為人詬病。《電子遊戲月刊》和NintendoLife的評論家均對此表示失望，而1UP.com的巴里許更稱此是「本世紀其中一個可惡的遊戲設計選擇」。此外，Eurogamer、GameSpot和NintendoLife的評論家不約而同地指遊戲的多人遊戲功能有限，甚至被3DS的瞬間交錯通訊功能取代。

### 銷量
遊戲在日本發行時其銷售數字令人難以置信，是自每週詳細統計開始以來該系列中銷售速度最快的作品。發行首週，遊戲銷量突破24萬份，成為銷量榜榜首，這數字亦打破了前兩部系列作品的首週銷量成績。首週銷量佔初始出貨量81.63%，此導致部份商店缺貨。日本銷售追蹤器Media Create認為任天堂事隔五年推出新作和相關的促銷活動是導致遊戲銷量激增的主要原因。玩家對限量版主機套裝亦深感興趣，預購網站甚至因為太多人同時湧入而崩潰，任天堂後來更表示完全低估了玩家對遊戲的需求。由於主機套裝被定為限量品，假若任天堂重新開放預購將會違反日本商法，因此公司即使接到不少投訴亦無法在遊戲發行後再次開放預訂。2013年初，遊戲銷量達45.5萬份，躋身2012年遊戲銷量排行榜前30名。除了主遊戲外，任天堂亦指追加下載內容截至2012年9月已售出120萬份，帶來了額外3.8億日元的營利。
遊戲在西方世界的銷量同樣強勁。在北美地區發行首月，遊戲便已售出18萬份，其中6.3萬份來自數碼發行平台任天堂eShop。這亦使遊戲在當時成為火焰之紋章系列登陸北美後史上首月銷量最高的作品。4月，遊戲總銷量達到24萬份，當中有2萬份是經由數碼發行平台下載。到了9月，北美地區的總銷量更突破39萬份。而在英國，遊戲發售後其首週銷量僅次於《超級英雄：武力對決》和《生化奇兵 无限》。但在硬件銷售方面，限量版主機套裝的推出反而帶動了3DS和3DS XL的銷量，較前一週增長近50%。截至2015年6月，遊戲在全球已售出超過190萬份，其中日本銷量達50萬份，海外地區銷量達140萬份:113。

### 獲獎與提名
遊戲發行後獲得多個大獎的獎項和提名。在2012年度Fami通大獎上，遊戲獲頒優秀獎。到了2013年，遊戲名列於多個西方年終榜單上。在2013年斯派克電子遊戲大獎上，遊戲獲提名最佳角色扮演遊戲。在Destructoid的2013年度最佳中，遊戲合共獲得年度最佳遊戲、最佳角色扮演遊戲、最佳故事、最佳配樂四項提名。而在GameSpot的2013年度遊戲獎上，遊戲在任天堂3DS類別獲提名為年度遊戲。在IGN的2013年度最佳獎中，遊戲分別贏得最佳3DS策略遊戲和最佳3DS故事兩獎。另外，遊戲在2014年遊戲開發者選擇獎中獲得最佳掌上遊戲的提名。

## 影響
遊戲強勢的銷量表現遠超任天堂在開發初期所定下的數字，這確保了系列將不會到此為止。2015年1月，任天堂宣佈由本作核心班底創作的系列新作《火焰之紋章if》將會作全球發行，新作適用於任天堂3DS平台。遊戲的成功亦推動角色扮演遊戲在任天堂3DS上持續復甦，自此之後一些日本遊戲發行商（如史克威爾艾尼克斯和Atlus）定期在3DS上發行新的角色扮演遊戲。
遊戲部分角色在其他任天堂遊戲內亮相。遊戲兩位主要角色露琪娜和魯弗萊在2014年的格鬥遊戲《任天堂明星大亂鬥3DS/Wii U》上登場。該作總監櫻井政博在《Fami通》的專欄上指開發團隊曾考慮把庫洛武列為可用角色，但後來認為他與其他在名單上的同系列角色過於相似，因而把他改為不可使用的客串角色。後來，櫻井應大眾要求（大多來自日本玩家）在下一部作品《任天堂明星大亂鬥 特別版》內把庫洛武列為可用的參戰角色。遊戲的菲利亞鬥技場亦出現在《任天堂明星大亂鬥3DS/Wii U》和《任天堂明星大亂鬥 特別版》內。
玩家在掃瞄露琪娜和魯弗萊的Amiibo後，便可在《代号：蒸汽》、《if》和《火焰之紋章 Echoes 另一位英雄王》上使用他倆。在卡普空與任天堂的交叉推廣下，庫洛武和露琪娜的服飾可於《魔物獵人FrontierG》內使用。另外，任天堂公佈會在《if》發售當日同時推出名為《TCG 火焰之紋章0（密碼）》的交換卡片遊戲。玩家可在購入以本作為主題的牌組後，再在《if》內輸入代碼，以獲得新的可玩角色露琪娜。庫洛武和露琪娜在戰略角色扮演遊戲《Project X Zone 2》內也有登場，而本作多個角色則在女神轉生系列和火焰之紋章系列的跨界遊戲作品《幻影異聞錄♯FE》內亮相。庫洛武還在任天堂發行的手機遊戲《Dragalia Lost ～失落的龍絆～》內客串。此外，玩家可以在同樣由任天堂發行的《火焰之紋章 英雄》和《火焰之紋章無雙》內使用本作多個角色。任天堂在2017年10月和2019年11月分別推出了兩個庫洛武Amiibo，前者以火焰之紋章系列為主題，後者以任天堂明星大亂鬥系列為主題。

## 外部連結
- 官方网站 （页面存档备份，存于）（日語）
- 官方网站 （页面存档备份，存于）（英文）